# Lonzo Ball
Lonzo Anderson Ball (Anaheim, California, 27 de octubre de 1997) es un baloncestista estadounidense que pertenece a la plantilla de los Cleveland Cavaliers de la NBA. Con 1,98 metros de estatura, juega en la posición de base.
Es hermano de LiAngelo (n. 1998) y LaMelo (n. 2001) también jugadores profesionales.

## Trayectoria deportiva

### Primeros años

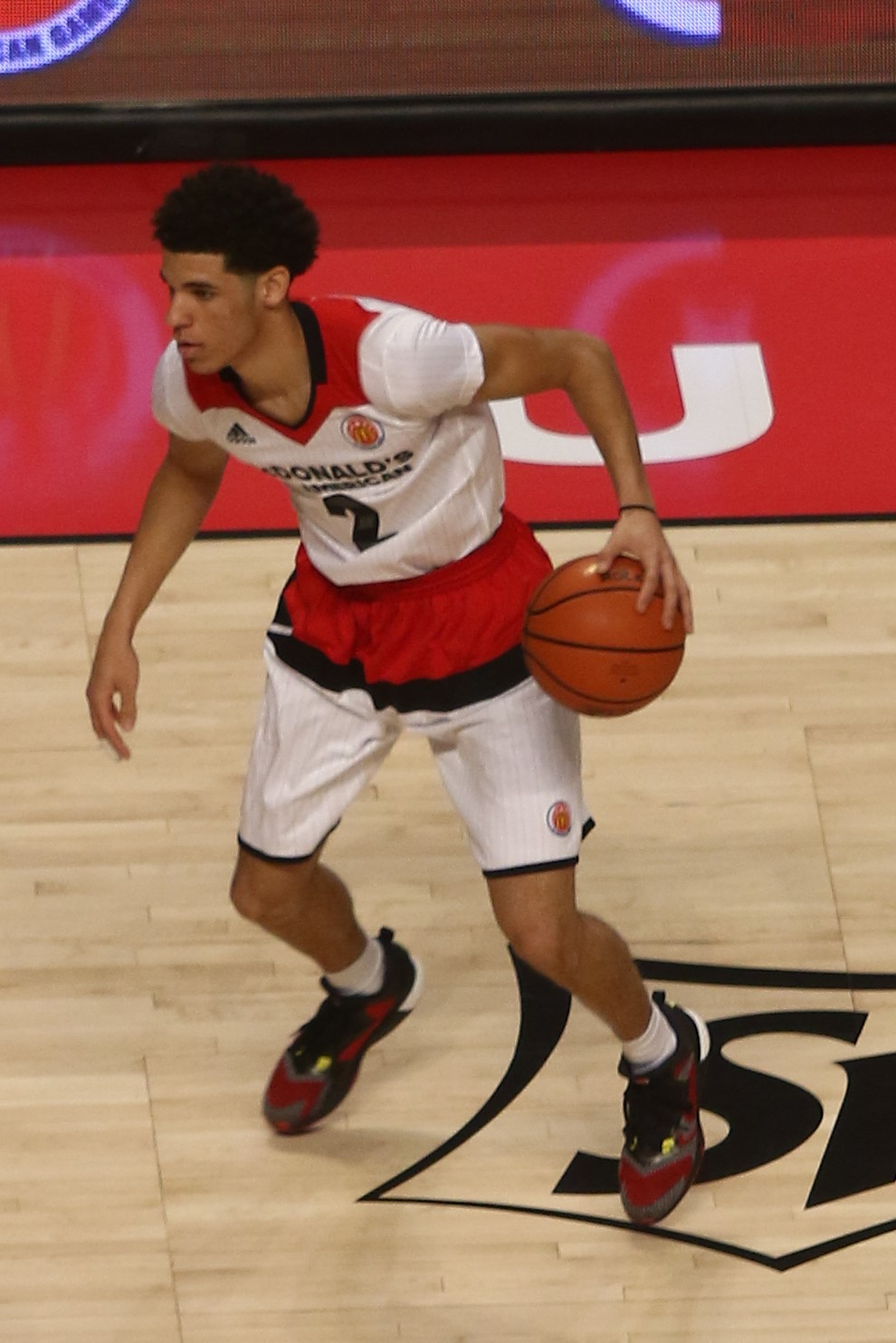
Lonzo Ball en el McDonald's All-American Game de 2016.

Lonzo comenzó a jugar con dos años de edad, y creció junto a sus dos hermanos pequeños, LiAngelo Ball y LaMelo Ball. Hasta llegar al instituto, el trío aprendió a jugar al baloncesto con su padre. Asistió al Chino Hills High School en Chino Hills, California. Como junior, en la temporada 2014-15, promedió 25 puntos, 11 rebotes, 9,1 asistencias, 5 tapones y 5 robos de balón. Ya en su temporada sénior, llevó a los Huskies a un balance de 35 victorias y 0 derrotas, récord de la institución, logrando el campeonato del estado, siendo seleccionado su equipo en el número 1 del ranking nacional. Ball promedió un triple-doble, con 23,9 puntos, 11,3 rebotes y 11,7 asistencias por partido. Sus dos hermanos, LiAngelo (junior) y LaMelo (freshman) estaban también en el equipo. Al término de la temporada recibió varios galardones, como el Naismith Prep Player of the Year Award, el Morgan Wootten National Player of the Year, que se otorga en la celebración del McDonald's All-American Game al jugador de dicho partido que haya destacado no solo en las pistas de juego, sino también en su comunidad y en sus estudios, el premio al Jugador del Año de instituto que otorga USA Today, y el Mr. Basketball USA.

### Universidad
En noviembre de 2015 ya se había comprometido con la Universidad de California, Los Ángeles para jugar en los Bruins al término de su etapa de high school. Siendo novato, fue uno de los 50 preseleccionados para el Premio John R. Wooden antes del comienzo de la temporada. En su primera temporada acabó promediando 14,6 puntos, 7,6 asistencias y 6,0 rebotes por partido, liderando el país en asistencias y llevando a su equipo a ser el mejor anotador.
Fue elegido All-American consensuado, tras aparecer en el primer equipo para la Asociación de Periodistas de Baloncesto (USBWA), la Asociación Nacional de Entrenadores de Baloncesto (NABC), la revista Sporting News, y Associated Press. Fue además elegido freshman del año de la Pacific 12 Conference e incluido en el mejor quinteto de la conferencia.
Al término de la temporada, se declaró elegible para el Draft de la NBA de 2017, renunciando así a los tres años de carrera universitaria que le faltaban, al estar en todos los pronósticos como una de las tres primeras elecciones del mismo.

#### Estadísticas
| Año     | Equipo | PJ | PT | MPP  | %TC  | %3P  | %TL  | RPP | APP | ROB | TPP | PPP  |
| ------- | ------ | -- | -- | ---- | ---- | ---- | ---- | --- | --- | --- | --- | ---- |
| 2016–17 | UCLA   | 36 | 36 | 35.1 | .551 | .412 | .673 | 6.0 | 7.6 | 1.8 | .8  | 14.6 |

### Profesional

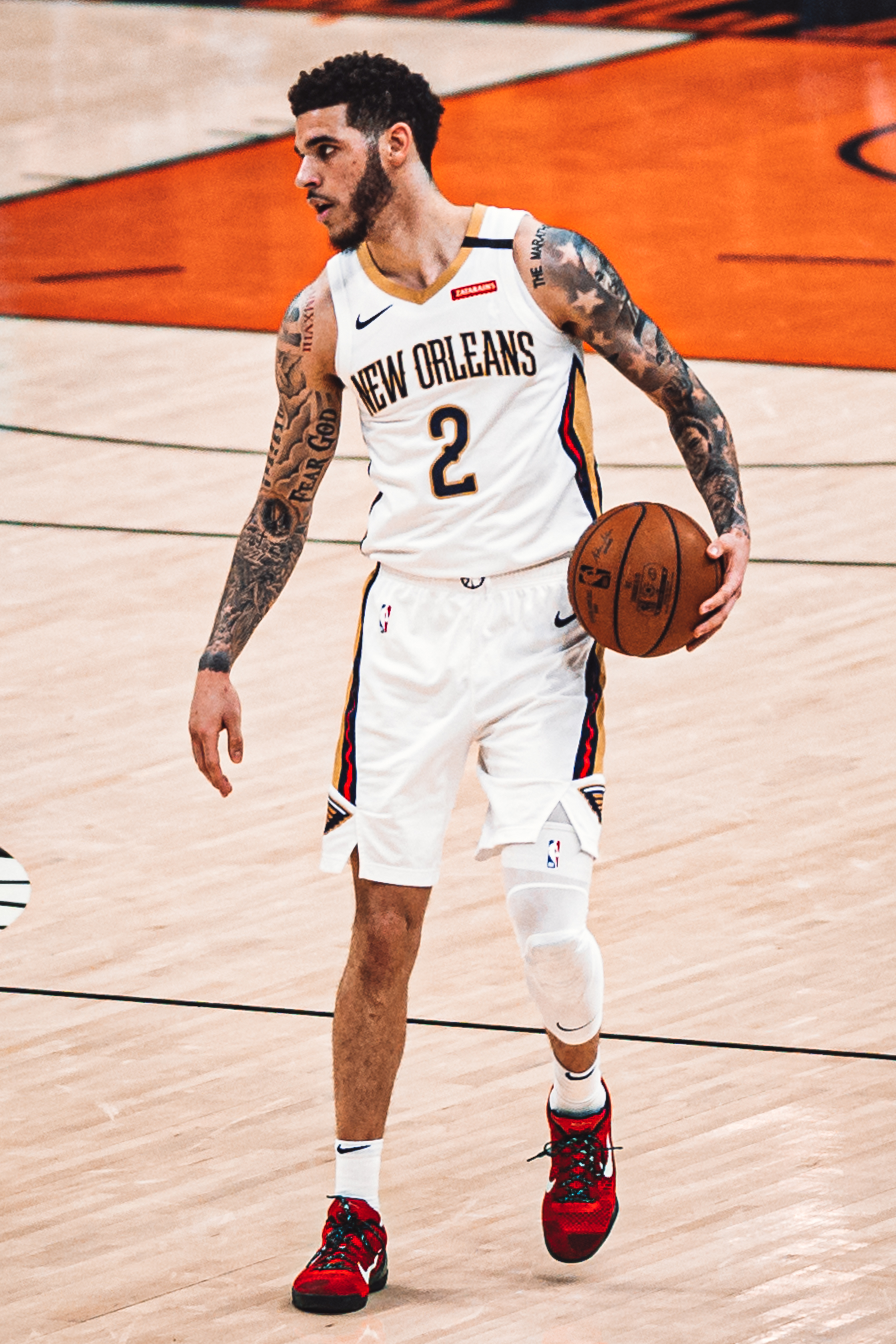
Ball con los Pelicans en 2020.

Fue elegido en la segunda posición del Draft de la NBA de 2017 por Los Angeles Lakers.
Debutó como profesional en partido oficial el 19 de octubre, ante Los Angeles Clippers, logrando 3 puntos, 9 rebotes y 4 asistencias. El 22 de octubre de 2017 se convirtió en el Laker más joven en repartir 10 asistencias en una misma noche superando a Magic Johnson en tal registro. Fue durante el partido que enfrentó a Los Angeles Lakers contra los New Orleans Pelicans, en el que los angelinos cayeron derrotados en su casa por 112-119.
El 11 de noviembre se convirtió en uno de los tres únicos jugadores en lograr dos triples dobles como rookie en los Lakers, además de Magic Johnson y Jerry West.
En junio de 2019 fue traspasado a New Orleans Pelicans junto a Brandon Ingram, Josh Hart y tres primeras rondas de futuros draft a cambio de Anthony Davis.
Tras dos años en New Orleans, el 2 de agosto de 2021, llega a Chicago Bulls en un sign & trade, firmando por $85 millones y 4 años.
Durante su primer año en Chicago, el 22 de octubre ante su exequipo registró un triple-doble con 17 puntos, 10 rebotes y 11 asistencias. El 20 de enero de 2022 se anunció que sería operado por artroscopia en la rodilla izquierda y que estaría de baja entre seis y ocho semanas. Pero el 6 de abril se anunció que ya no regresaría esa temporada, habiendo disputado únicamente 35 encuentros.
Ya en la siguiente temporada, en enero de 2023, y habiendo pasado un año desde su último encuentro, se anunció que aún seguía sintiendo dolor y que todavía no estaba listo para reaparecer. Más tarde, a mediados de febrero, se anunció que no reaparecería esa temporada al agravarse el dolor en su rodilla. Finalmente, el 16 de marzo, se sometió de nuevo a cirugía, la tercera en la rodilla izquierda.
Se perdió toda la 2023-24, por lo que los Bulls pidieron una disabled player exception a la liga, para que el equipo pueda sustituir al jugador que estará lesionado toda la temporada.
Regresó el 23 de octubre de 2024 ante New Orleans Pelicans, tras 1013 días sin disputar un encuentro oficial (desde el 14 de enero de 2022). El 5 de febrero de 2025 acuerda una extensión de contrato con los Bulls por dos temporadas y 20$ millones.
El 28 de junio de 2025 fue traspasado a los Cleveland Cavaliers a cambio de Isaac Okoro.

## Estadísticas de su carrera en la NBA

### Temporada regular
| Año     | Equipo      | PJ  | PT  | MPP  | %TC  | %3P  | %TL  | RPP | APP | ROB | TPP | PPP  |
| ------- | ----------- | --- | --- | ---- | ---- | ---- | ---- | --- | --- | --- | --- | ---- |
| 2017-18 | L.A. Lakers | 52  | 50  | 34.2 | .360 | .305 | .451 | 6.9 | 7.2 | 1.7 | .8  | 10.2 |
| 2018-19 | L.A. Lakers | 47  | 45  | 30.3 | .406 | .329 | .417 | 5.3 | 5.4 | 1.5 | .4  | 9.9  |
| 2019-20 | New Orleans | 63  | 54  | 32.1 | .403 | .375 | .566 | 6.1 | 7.0 | 1.4 | .6  | 11.8 |
| 2020-21 | New Orleans | 55  | 55  | 31.8 | .414 | .378 | .781 | 4.8 | 5.7 | 1.5 | .6  | 14.6 |
| 2021-22 | Chicago     | 35  | 35  | 34.6 | .423 | .423 | .750 | 5.4 | 5.1 | 1.8 | .9  | 13.0 |
| 2024-25 | Chicago     | 35  | 14  | 22.2 | .366 | .344 | .815 | 3.4 | 3.3 | 1.3 | .5  | 7.6  |
| Total   | Total       | 287 | 253 | 31.2 | .398 | .362 | .599 | 5.5 | 5.8 | 1.5 | .6  | 11.4 |

## Carrera musical
En septiembre de 2017, Ball lanzó su primer sencillo de rap, "Melo Ball 1", una oda a su hermano menor, LaMelo Ball. No mucho después, durante ese mismo mes, lanzó la canción "ZO2", una dedicación a su propia marca de zapatos. Más tarde haría su sencillo principal para su próximo álbum debut. Al mes siguiente, Ball lanzó otro sencillo titulado "Super Saiyajin", que es un guiño a la serie de manga y anime de Dragon Ball Z. En la pista, se compara con Goku, el protagonista principal de DBZ. El 15 de febrero de 2018 lanzó su álbum debut, Born 2 Ball, bajo el nombre de Zo. El álbum sería lanzado bajo Big Baller Music Group, una subsidiaria de la marca Big Baller, dirigida por un amigo cercano de su padre.

### Discografía
Álbumes
- 2018: Born 2 Ball
- 2020:  BBA (Bounce Back Album)

Sencillos
- 2017: "Melo Ball 1"
- 2017: "ZO2"
- 2017: "Super Saiyan"

## Vida personal
Lonzo es hijo de LaVar y Tina Ball, ambos exjugadores universitarios de baloncesto. Su padre jugó en Washington State antes de ser transferido a Cal State Los Angeles, donde jugaba su madre. LaVar, por su parte, jugó también al fútbol americano de forma profesional con los London Monarchs de la NFL Europa.
En 2020 apareció en el concurso de televisión de Fox The Masked Singer, bajo la máscara de Whatchamacallit.